# Сушень
Сушень (кит. упр. 肅慎) — автохтонное население нижнего течения реки Хуанхэ, а позднее и территории современных провинций Гирин и Хэйлунцзян, а также Приамурья, о котором упомянуто в китайских летописях. Они жили в период Западной Чжоу и имели сношения с северным княжеством Янь. Позднее сушени были вытеснены чжоускими ванами на территорию нынешней Маньчжурии. Затем ассимилировались среди илоу, относящихся к Ситуаньшаньской (в России — урильской) культуре (西團山文化), являющейся тунгусской культурной ветвью алтайских народов. Основные занятия — земледелие, свиноводство, кроме того они охотились, ловили рыбу, занимались собирательством. Жили в полуземлянках, первыми из местных племён познакомились с железом.